# Сухановка (приток Изнаира)
Сухановка — река в России, протекает по Саратовской области по балке Суханский Овраг. Устье реки находится в 47 км по правому берегу реки Изнаир. Длина реки составляет 10 км. Площадь водосборного бассейна — 34 км².

## Данные водного реестра
По данным государственного водного реестра России относится к Донскому бассейновому округу, водохозяйственный участок реки — Хопёр от истока до впадения реки Ворона, речной подбассейн реки — Хопер. Речной бассейн реки — Дон (российская часть бассейна).
Код объекта в государственном водном реестре — 05010200112107000005711.